# 蒸発燃焼
蒸発燃焼（じょうはつねんしょう）とは、拡散燃焼の一形態。

## 概要
アルコールやガソリンなどの可燃性液体類の燃焼は、それ自身が燃えるのではなく、液体の蒸発によって生じた蒸気が着火して火炎を生じ、燃焼する火炎の温度上昇によって、更に液体表面が熱せられて蒸発が促進されて燃焼が継続していくのである。したがって、可燃性液体の取扱いの際には、蒸気の漏洩や滞留に充分注意しなければならない。
蝋は固体であるが、これが融けて液体となり、さらに蒸発によって生じた可燃性ガスが周囲の空気と拡散混合して燃焼する。また、硫黄も熱によって溶融し、蒸発して蒸発燃焼を行う。